# Liga de Campeones de voleibol masculino de 2000-01
La Liga de Campeones de voleibol masculino de 2000-01 fue la 42° edición de la historia de la competición organizada por la CEV entre el 5 de diciembre de 2000 y el 24 de marzo de 2001. La Final Four se disputó en la ciudad francesa de París donde el equipo anfitrión del París Volley ganó su primera Liga de Campeones.

## Equipos participantes
En la edición de la Liga de Campeones de 2000-01 participan 16 equipos; dos equipos proveniente de los mejores cuatro federaciones de Europa y una para las siguientes ocho.
| País            | Plazas | Equipos                          |
| Italia          | 2      | Roma Volley y Sisley Treviso     |
| Grecia          | 2      | Olympiacos Pireo y Iraklis VC    |
| Alemania        | 2      | VfB Friedrichshafen y SSC Berlín |
| Francia         | 2      | Tours Volley-Ball y París Volley |
| Rusia           | 1      | Lokomotiv Bélgorod               |
| Polonia         | 1      | ZAKSA Kędzierzyn-Koźle           |
| República Checa | 1      | VK Budejovice                    |
| Bulgaria        | 1      | Levski Sofia                     |
| Bélgica         | 1      | Knack Roeselare                  |
| Turquía         | 1      | Arcelik Estambul                 |
| Austria         | 1      | HotVolleys Viena                 |
| Países Bajos    | 1      | Vrevok Nieuwegein                |

## Fase de grupos

### Fórmula
Los equipos fueron sorteados en cuatro grupo de cuatro; equipo del mismo país no pueden estar en el mismo grupo.
En la fase de grupos los equipo reciben dos puntos por cada victoria y un punto por cada derrota cualquier sea el resultado del partido; los dos primeros equipos de cada grupo se califican para la siguiente ronda. El primer criterio de desempate es el ratio/set y luego el ratio/puntos.

|  | Equipos clasificados para los Playoff de la Liga de Campeones 2000-01. |
|  | Equipos eliminados de la competición.                                  |

### Grupo A
| Pos. | Equipo           | Pt | G | P | SG | SP | Ratio | PG  | PP  | Ratio |
| ---- | ---------------- | -- | - | - | -- | -- | ----- | --- | --- | ----- |
| 1.   | Roma Volley      | 11 | 5 | 1 | 16 | 7  | 2.286 | 545 | 497 | 1.097 |
| 2.   | Arcelik Estambul | 10 | 4 | 2 | 14 | 9  | 1.556 | 533 | 524 | 1.017 |
| 3.   | Iraklis VC       | 8  | 2 | 4 | 12 | 14 | 0.875 | 568 | 573 | 0.991 |
| 4.   | SSC Berlín       | 8  | 1 | 5 | 5  | 17 | 0.294 | 464 | 526 | 0.899 |

|     | Rom | Est | Ira | Ber |
| --- | --- | --- | --- | --- |
| Rom | -   | 3-0 | 3-2 | 3-0 |
| Est | 3-1 | -   | 3-2 | 3-0 |
| Ira | 0-3 | 3-2 | -   | 3-0 |
| Ber | 2-3 | 0-3 | 3-2 | -   |

### Grupo B
| Pos. | Equipo           | Pt | G | P | SG | SP | Ratio | PG  | PP  | Ratio |
| ---- | ---------------- | -- | - | - | -- | -- | ----- | --- | --- | ----- |
| 1.   | París Volley     | 12 | 6 | 0 | 18 | 5  | 3.600 | 550 | 488 | 1.127 |
| 2.   | Kędzierzyn-Koźle | 9  | 3 | 3 | 11 | 11 | 1.000 | 473 | 493 | 0.961 |
| 3.   | Levski Sofia     | 8  | 2 | 4 | 9  | 13 | 0.692 | 509 | 512 | 0.994 |
| 4.   | HotVolleys Viena | 7  | 1 | 5 | 7  | 16 | 0.438 | 503 | 543 | 0.926 |

|     | Par | KeK | Lev | Vie |
| --- | --- | --- | --- | --- |
| Par | -   | 3-0 | 3-1 | 3-1 |
| KeK | 2-3 | -   | 3-0 | 3-0 |
| Lev | 1-3 | 3-0 | -   | 3-1 |
| Vie | 0-3 | 2-3 | 3-1 | -   |

### Grupo C
| Pos. | Equipo              | Pt | G | P | SG | SP | Ratio | PG  | PP  | Ratio |
| ---- | ------------------- | -- | - | - | -- | -- | ----- | --- | --- | ----- |
| 1.   | Knack Roeselare     | 12 | 6 | 0 | 18 | 3  | 6.000 | 519 | 416 | 1.248 |
| 2.   | Lokomotiv Bélgorod  | 9  | 3 | 3 | 11 | 10 | 1.100 | 459 | 454 | 1.011 |
| 3.   | VfB Friedrichshafen | 9  | 3 | 3 | 11 | 11 | 1.000 | 485 | 502 | 0,966 |
| 4.   | VK Budejovice       | 6  | 0 | 6 | 2  | 18 | 0.111 | 403 | 494 | 0.816 |

|     | Roe | Bel | Fri | Bud |
| --- | --- | --- | --- | --- |
| Roe | -   | 3-0 | 3-1 | 3-1 |
| Bel | 0-3 | -   | 3-0 | 3-0 |
| Fri | 1-3 | 3-2 | -   | 3-0 |
| Bud | 0-3 | 1-3 | 0-3 | -   |

### Grupo D
| Pos. | Equipo            | Pt | G | P | SG | SP | Ratio | PG  | PP  | Ratio |
| ---- | ----------------- | -- | - | - | -- | -- | ----- | --- | --- | ----- |
| 1.   | Sisley Treviso    | 11 | 5 | 1 | 15 | 6  | 2.500 | 484 | 431 | 1.123 |
| 2.   | Olympiacos Pireo  | 10 | 4 | 2 | 16 | 9  | 1.778 | 559 | 520 | 1.075 |
| 3.   | Tours Volley-Ball | 8  | 2 | 4 | 9  | 15 | 0.600 | 509 | 545 | 0.934 |
| 4.   | Vrevok Nieuwegein | 7  | 1 | 5 | 7  | 17 | 0.412 | 503 | 559 | 0.900 |

|     | Tre | Oly | Tou | Nie |
| --- | --- | --- | --- | --- |
| Tre | -   | 3-2 | 3-0 | 3-1 |
| Oly | 3-0 | -   | 2-3 | 3-0 |
| Tou | 0-3 | 1-3 | -   | 3-1 |
| Nie | 0-3 | 2-3 | 3-2 | -   |

## Fase Final

### Cuadro
|  | Playoff            |   |   |
|  |                    |   |   |
|  | Arcelik Estambul   | 0 | 3 |
|  | París Volley       | 3 | 2 |
|  |                    |   |   |
|  | Lokomotiv Bélgorod | 0 | 0 |
|  | Roma Volley        | 3 | 3 |
|  |                    |   |   |
|  | Sisley Treviso     | 3 | 2 |
|  | Kędzierzyn-Koźle   | 0 | 3 |
|  |                    |   |   |
|  | Knack Roeselare    | 0 | 0 |
|  | Olympiacos Pireo   | 3 | 3 |

|  | Semifinal        | Semifinal      |   |             | Final            | Final |  |
|  |                  |                |   |             |                  |       |  |
|  |                  |                |   |             |                  |       |  |
|  | París Volley     | 3              |   |             |                  |       |  |
|  | Roma Volley      | 1              |   |             |                  |       |  |
|  |                  |                |   |             |                  |       |  |
|  |                  |                |   |             |                  |       |  |
|  |                  |                |   |             | París Volley     | 3     |  |
|  |                  | Sisley Treviso | 2 |             |                  |       |  |
|  |                  |                |   |             |                  |       |  |
|  |                  |                |   |             |                  |       |  |
|  |                  |                |   |             | Tercer Lugar     |       |  |
|  |                  |                |   |             |                  |       |  |
|  | Sisley Treviso   | 3              |   | Roma Volley | 3                |       |  |
|  | Olympiacos Pireo | 0              |   |             | Olympiacos Pireo | 2     |  |

### Playoff
Los equipos que participan en la fase de playoff se enfrentan en una eliminatorias a doble partido donde cada equipo ganador de un grupo se enfrenta a uno de los segundos de otros grupos: el equipo que gana el mayor número de set se clasifica para la siguiente ronda. En la eventualidad que ambos equipos se hayan llevado el mismo número de set el equipo con la mejor diferencia entre puntos ganados y perdidos gana la eliminatoria. 
| Ida - 14 de febrero                                                 | Vuelta - 21 de febrero                                                 |
| ------------------------------------------------------------------- | ---------------------------------------------------------------------- |
| Arcelik Estambul - París Volley 0-3 (26-28, 21-25, 25-27)           | París Volley - Arcelik Estambul 2-3 (25-20, 20-25, 26-28, 25-18, 9-15) |
| Bélgorod - Roma Volley 0-3 (21-25, 24-26, 22-25)                    | Roma Volley - Bélgorod 3-0 (25-19, 25-22, 27-25)                       |
| Treviso - Kędzierzyn-Koźle 3-0 (25-21, 25-15, 25-18)                | Kędzierzyn-Koźle - Treviso 2-3 (21-25, 23-25, 25-20, 25-23, 11-15)     |
| Roeselare - Olympiacos Pireo 2-3 (25-18, 22-25, 25-27, 25-23, 9-15) | Olympiacos Pireo - Roeselare 3-0 (25-17, 25-13, 25-19)                 |

### Final Four
En la final Four se disputan a partido único las dos semifinales y las finales por el título y por el 3/4 puesto. Fue organizada entre el 23 y el 24 de marzo en París y el París Volley se convirtió en el primer equipo francés en proclamarse campeón de Europa.
| Fecha       | Partido                    | Resultado                        |
| ----------- | -------------------------- | -------------------------------- |
| 23 de marzo | París Volley - Roma Volley | 3-1 (25-23, 22-25, 25-21, 26-24) |
| 23 de marzo | Treviso - Olympiacos Pireo | 3-0 (25-22, 25-20, 25-22)        |

| Fecha       | Partido                        | Resultado                               |
| ----------- | ------------------------------ | --------------------------------------- |
| 24 de marzo | Roma Volley - Olympiacos Pireo | 3-2 (16-25, 20-25, 25-22, 25-22, 15-11) |

| Fecha       | Partido                | Resultado                               |
| ----------- | ---------------------- | --------------------------------------- |
| 24 de marzo | París Volley - Treviso | 3-2 (25-22, 17-25, 22-25, 25-23, 15-13) |

### Campeón
| Campeón de la Liga de Campeones de 2000-01 |
| ------------------------------------------ |
| París Volley 1º Título                     |